# بيمارستان غزة
بيمارستان غزة أو البيمارستان الناصري هي مستشفى (دار علاج او دار شفاء) أنشئت في غزة في زمن دولة المماليك ببداية القرن الثامن الهجري عام 730هـ (القرن 14 ميلادي) في عهد الملك ناصر محمد بن قلاوون ولذلك سمي بيمارستان الناصري، وكان يريد أن يكون هذا المستشفى مضاهياً للمستشفى المنصوري الذي أنشأه من حيث المساحة ويحيط به الشوارع من الجهات الأربع وكان يشتمل على عدة غرف للمرضى وقباب وإيوانات وحدائق واسعة وساقية وجامع ومدرسة لتعليم العلوم الطبية والتمريضية وتكية للمسافرين والفقراء، وكان فيه قسم خاص للنساء وقسم للمصابين بالعاهات العقلية.هو من منشآت الامير علم الدين سنجر الجاولي وظل عامرا حتى 1800م حيث خرب ابان حملة نابليون، واستخدمت حجارته في أبنية قديمة كمسجد السيد هاشم بن عبد مناف، وتم ضم جزء من أرض البيمارستان إلى سوق الذهب ومقبرة آل رضوان.
بلغت مساحة "بيمارستان غزة" 3,000 م²، ووقف عليها الملك الناصر محمد بن قلاوون أوقاف قرى صميل والبطاني الشرقي وبيت جرجا وهربيا والمغراقة. تقع بقايا البيمارستان شرق الجامع العمري الكبير حتى شارع البوسطة (سوق العملة القديم).